# Margouët-Meymes
Margouët-Meymes is een gemeente in het Franse departement Gers (regio Occitanie) en telt 173 inwoners (1999). De plaats maakt deel uit van het arrondissement Mirande.

## Geografie
De oppervlakte van Margouët-Meymes bedraagt 18,5 km², de bevolkingsdichtheid is 9,4 inwoners per km².
De onderstaande kaart toont de ligging van Margouët-Meymes met de belangrijkste infrastructuur en aangrenzende gemeenten.

## Demografie
Onderstaande figuur toont het verloop van het inwonertal (bron: INSEE-tellingen).